# Roland Van De Rijse
Roland Van De Rijse (nascido em 2 de agosto de 1942) é um ex-ciclista belga de ciclismo de estrada.
Competiu como representante de seu país nos Jogos Olímpicos de Verão de 1964, onde a equipe belga terminou em décimo terceiro lugar na corrida de 100 km contrarrelógio por equipes.